# South Branch (plaats in Newfoundland en Labrador)
South Branch is een gemeentevrije plaats in Newfoundland en Labrador, de oostelijkste provincie van Canada. De plaats ligt in het zuidwesten van het eiland Newfoundland.

## Geografie
South Branch ligt in de Codroyvallei, aan de rand van de Long Range Mountains, in het uiterste zuidwesten van Newfoundland. Het gehucht ligt aan de samenkomst van twee rivieren, namelijk de South Branch en de North Branch, die vanaf dan gaan bekendstaan als de Grand Codroy.
De plaats ligt geprangd tussen enerzijds de Trans-Canada Highway (NL-1) en anderzijds de South Branch–Grand Codroy. Het bevindt zich net ten zuidwesten van Coal Brook en ligt voorts zo'n 8 km ten noordoosten van Benoits Siding.

## Geschiedenis
Van 1898 tot de ontmanteling ervan in 1988 lag de plaats aan de Newfoundland Railway, de trans-Newfoundlandse spoorweg die Port aux Basques met St. John's verbond. South Branch had tot halverwege de jaren 60 een treinstation. Sinds 1997 is de voormalige spoorwegbedding omgevormd tot een als provinciaal park erkend langeafstandspad genaamd de Newfoundland T'Railway.

## Demografie
In 1991 telde South Branch 237 inwoners. De bevolkingsomvang van de plaats daalde naar 221 in 1996 en verder naar 174 in 2001.
Sinds de volkstelling van 2006 verzamelt Statistics Canada enkel nog cumulatieve data voor South Branch en de aangrenzende plaats Coal Brook onder de noemer "South Branch-Coal Brook". De demografische trend van South Branch-Coal Brook bleef in de daaropvolgende volkstellingen dalend.